# Kingscourt
Kingscourt (Dún na Rí en irlandès) és un petit poble irlandès situat a l'est del Comtat de Cavan. Va ser fundat a la darreria del segle xviii prop de l'antic poble de Cabra per Mervyn Pratt i va créixer amb el seu germà, el reverend Joseph Pratt.

## Història
El nom de Kingscourt (fortí del rei) prové del fet que el rei Jaume VII d'Escòcia i II d'Anglaterra i Irlanda passés una nit al castell de Cabra (aleshores anomenat Castell de Cormey) camí cap a la batalla del Boyne, el 1690. Aquest castell d'estil normand situat prop de la ciutat havia tingut greus desperfectes durant la Guerra Cromwelliana tot i que posteriorment va ser reconstruït.

## Entorn
El Parc Forestal de Dún an Rí està situat a una vall a un parell de quilòmetres de Kingscourt i hi habiten diverses espèces com els erminis, llebres, visons o els conills, així com esquirols vermells i grisos a les ribes del riu Cabra. El parc està envoltat per les carreteres de Shercock i Carrickmacross. L'entorn també compta amb nombrosos llacs que proporcionen bona pesca.

## Esport
La població va acollir el 14è Campionat del Món de raquetbol, l'any 2008.